# Bioteknologi
Bioteknologi eller blot biotek er teknologi baseret på biologi, specielt når den bliver brugt i landbrugs-, fødevare- og medicinalindustrien. 
Af mange forskellige definitioner er den bedst formulerede formodentlig FN’s Konvention om biologisk diversitet.
Bioteknologi er enhver teknologisk anvendelse hvor der anvendes biologiske systemer, levende organismer, eller afledninger deraf, til at skabe eller ændre produkter eller processer til specielt brug (artikel 2, brug af udtryksmåder).
En definition kan også være:
Bioteknologi er manipulation af organismer til udførelse af praktiske opgaver og til at forsyne os med nyttige produkter.

## Forskellige områder af bioteknologi
- Blå bioteknologi: sø- og havprocesser.
- Hvid bioteknologi (også kendt som grå bioteknologi): industrielle processer. For eksempel hører fermenteringer, hvor der benyttes mikroorganismer eller celler fra højerestående organismer (f.eks. pattedyr) til produktionen, ind under industriel bioteknologi. Der kan være tale om genmodificerede organismer. Processer, hvor enzymer bruges til katalyse af reaktioner, er også inkluderet. Gevinsten ved anvendelse af mikroorganismer eller enzymer er ofte et lavere energiforbrug eller et mindre forbrug af kemikalier.
- Grøn bioteknologi: land- og jordbrugsprocesser. Herved udvælgelse eller genmodificering af planter til for eksempel at skabe mere produktive eller modstandsdygtige afgrøder.
- Rød bioteknologi: medicinske processer. Disse anvendelser inkluderer forskning i og udvikling af medicin, der produceres vha. bioteknologiske processer.
- Bioinformatik: løsning af biologiske problemer med computersimulationer.

Faget biotek tilbydes på mange gymnasier, oftest på A-niveau. Her siges det, at faget er en blanding af Biologi B og Kemi B. Faget fokuserer på de kemiske systemer i kroppen og biologi på celleniveau.
Bioteknologi kan også studeres som en universitetsuddannelse i landets større byer.